# John Fortenberry
John Fortenberry (Jackson (Mississippi), 1º gennaio 1970) è un regista e produttore cinematografico statunitense.

## Biografia
Nato a Jackson (Mississippi), John Fortenberry è un regista statunitense laurato all'Università del Mississippi.
È noto in particolare per A Night at the Roxbury.

## Filmografia parziale
- Un lavoro da giurato (1995)
- A Night at the Roxbury (1998)
- Fred 2: Night of the Living Fred (2011)